# Austrosaga
Austrosaga is een geslacht van rechtvleugeligen uit de familie sabelsprinkhanen (Tettigoniidae). De wetenschappelijke naam van dit geslacht is voor het eerst geldig gepubliceerd in 1993 door Rentz.

## Soorten
Het geslacht Austrosaga  is monotypisch en omvat slechts de volgende soort:
- Austrosaga spinifer (Rentz, 1993)